# Metahyamus jacobsoni
Metahyamus jacobsoni is een hooiwagen uit de familie Assamiidae.